# Michail Sergejewitsch Wolkonski

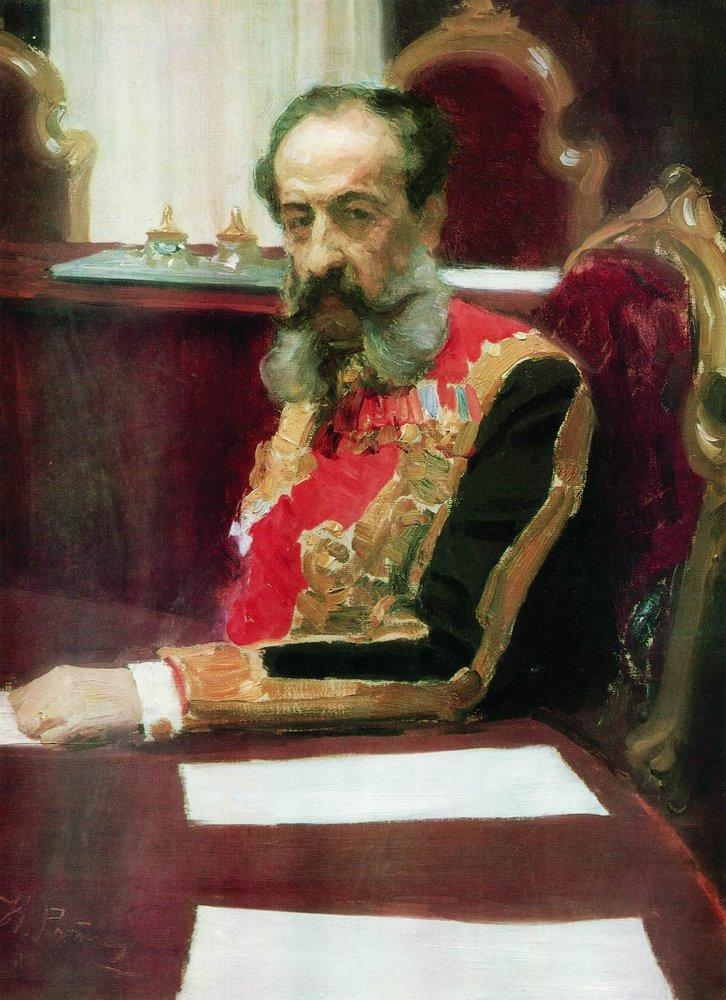
Porträt Prinz Michail Sergejewitsch Wolkonski (Ilja Jefimowitsch Repin)

Michail Sergejewitsch Wolkonski (russisch: Михаи́л Серге́евич Волко́нский, * 10. März 1832 in Tschita; † 7. Dezember 1909 in Rom) war ein russischer Fürst aus dem rurikidischen Adelsgeschlecht der Wolkonskis. Er war Russischer Geheimrat, Senator und stellvertretender Minister für nationale Bildung. Ihm zu Ehren erhielt das Dorf Knjase-Wolkonskoje seinen Namen.

## Leben
Im Jahre 1849 erlangte M.S. Wolkonski auf dem Gymnasium von Irkutsk das Abitur mit der Auszeichnung einer Goldmedaille. Danach trat er in die Beamtenlaufbahn ein und war auf dem Standesamt der Hauptverwaltung  der Region Amur. Er wurde vom Generalgouverneur Ostsibiriens Nikolai Nikolajewitsch Murawjow-Amurski  in den Beamtenstatus aufgenommen. Während des siebenjährigen Aufenthalts in Ostsibirien führte er unterschiedliche Missionen durch, er war als Gesandter in der Mandschurei, leitete den Kampf gegen die Cholera- Epidemie, war Teilnehmer an den ersten Amur-Expeditionen, führte den Siedlungsaufbau im Gebiet Jakutsk-Ayan voran, errichtete die ersten Bauernsiedlungen am Amur und leitete die Errichtung russischen Landbesitzes ein.
1853 wurde er zum Kollegien-Sekretär ernannt, 1856 kehrte er aus der Mongolei nach Sankt Petersburg zurück. Hier sollte er am 26. August 1856, im Zuge der Deportation von Dekabristen nach Sibirien, zu dem auch sein Vater zählte, ebenfalls deportiert werden. Auf aller höchstem und persönlichem Dekret des Zaren Alexander II. wurde er noch am gleichen Tage freigesprochen.
Seine nächste Verwendung erfolgte im Kaukasus, er war Mitglied der Grenzkommission zwischen dem Kaiserreich Russland und Persien. Er wurde mit besonderen Aufträgen betraut, unterstand unmittelbar dem kaukasischen Generalgouverneur Fürst Alexander Iwanowitsch Barjatinski und war der kaukasischen Armee angeschlossen.
Nach seiner erneuten Rückkehr nach Sankt Petersburg war er über 14 Jahre stellvertretender Staatssekretär in der Rechtsabteilung. Er war Kommissionsmitglied bei der Ausarbeitung von Rechtsvorschriften für das Justizwesen, arbeitete als Übersetzer italienischer Rechtsvorschriften für das italienische Gerichtswesen,  wie zum Beispiel die „Charta des italienischen Zivilverfahrens“ und der „Verordnung zu den Gerichtsbestimmungen des italienischen Königreichs“. Es folgte im Jahr 1866 die Beförderung zum Kammerherrn und 1867 zum ordentlichen Staatsrat. 1876 folgte die Berufung zum Geheimrat und ihm wurde die Treuhänderschaft des Sankt Petersburgers  Schulbezirk übertragen. Auf ausdrücklichen Wunsch der Kaiserin Maria  Alexandrowna wurde er Ratsmitglied im Ministerium für öffentliche Bildung. Ab 1882 leitete er für die nächsten 13 Jahre die Hauptabteilung im Ministerium und wurde als stellvertretender Minister in dessen Abwesenheit ernannt. Er arbeitete in mehreren Kommissionen und setzte sich für soziale Belange ein. Ab Mai 1896 war er Mitglied des Staatsrats des russischen Kaiserreichs und wechselte 1901 in das Wirtschaftsministerium. Er starb 1909 in Rom und wurde auf Schloss Fall in Estland beigesetzt.

## Herkunft und Familie

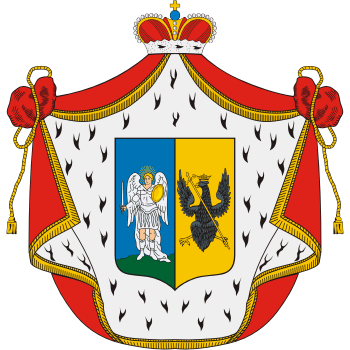
Familienwappen der Wolkonskis

Michail Sergejewitsch Wolkonski stammte aus dem russischen Fürstengeschlecht Wolkonski. Sein Vater war der Dekabrist Sergei Grigorjewitsch Wolkonski (1788–1865), der mit Marija Nikolajewna Wolkonskaja (1805–1863), einer Tochter des Nikolai Nikolajewitsch Rajewski (1771–1829), verheiratet war. Am 24. Mai 1859 heiratete M.S. Wolkonski in Genf Elisabeth Wolkonskaja (1838–1897) die Tochter des Fürsten Grigori Petrowitsch Wolkonski (1808–1882), aus der Ehe mit Gräfin Maria Alexandrovna Benckendorff (1820–1880). Sie trat als Angehörige der russisch-katholischen Bewegung 1887 in Rom zum Katholizismus über. Ihre Nachkommen waren:
- Sergei Michailowitsch Wolkonski (1860–1937), Musiker und Theaterpädagoge
- Pjotr Michailowitsch Wolkonski (1861–1948)
- Maria Wolkonskaja (1863–1943), 1901 Konversion zum Katholizismus
- Gregori Michailowitsch Wolkonski (1864–1912)
- Alexander Michailowitsch Wolkonski (1866–1934), katholischer Priester
- Wladimir Michailowitsch Wolkonski[1] (1868–1953), stellvertretender Vorsitzender der Staatsduma

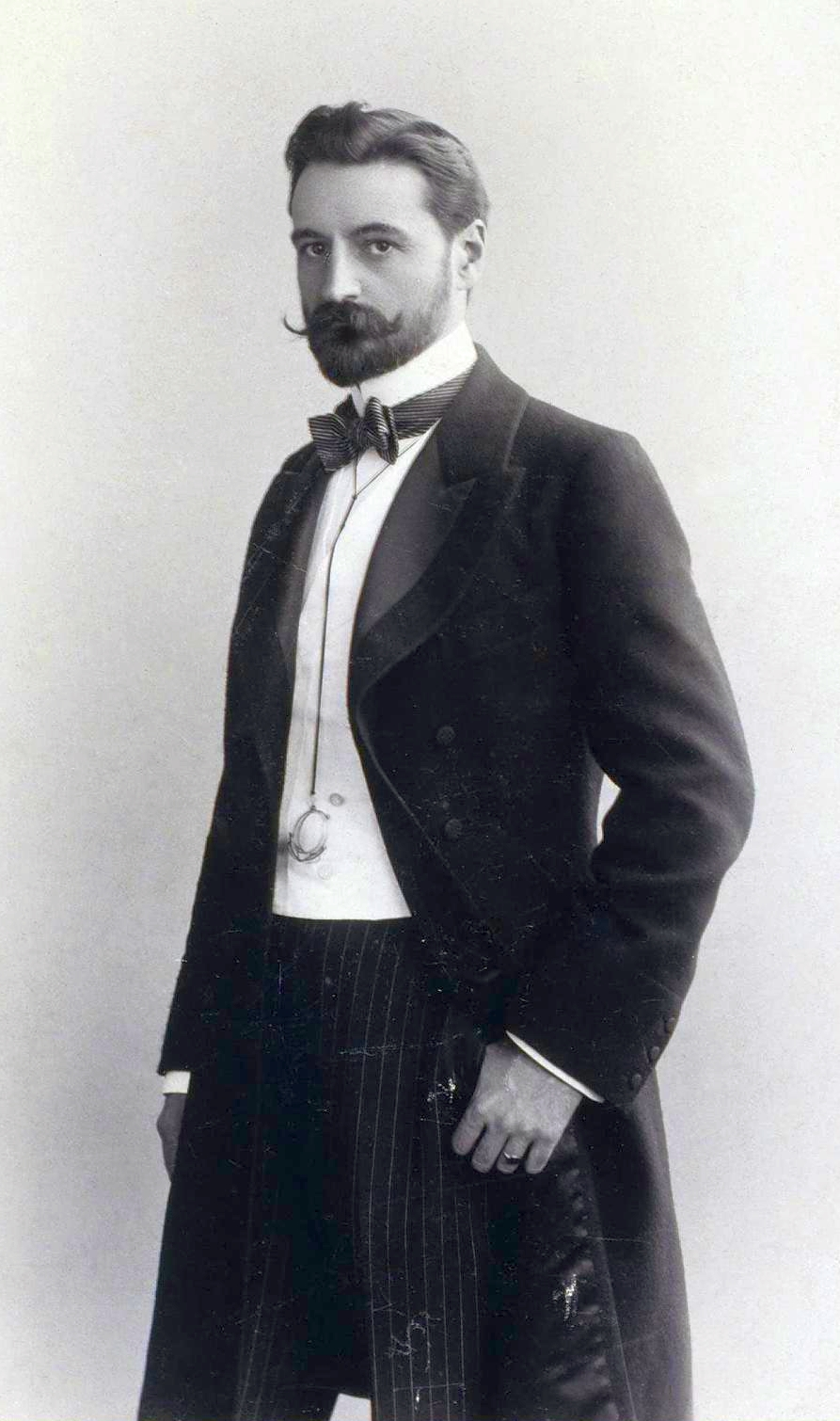
Sergej Michailowitsch Wolkonski (1860–1937)
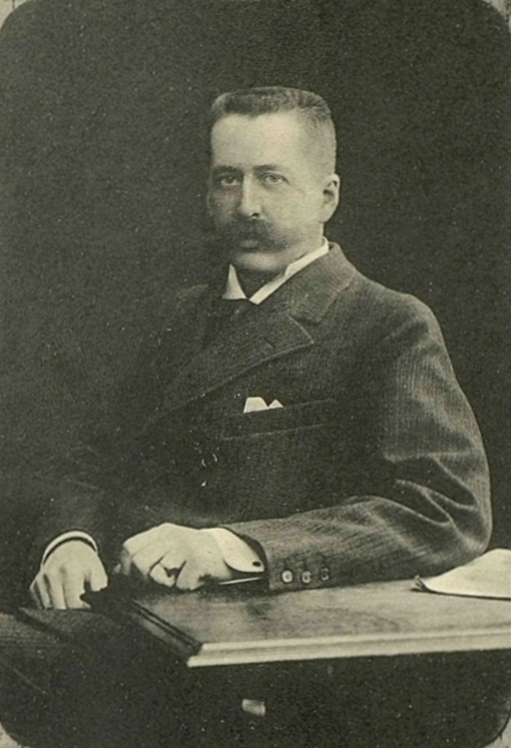
Wladimir Michailowitsch Wolkonski (1868–1953)

## Auszeichnungen
- Orden des Heiligen Wladimir  (1. Klasse)
- Russischer Sankt-Stanislaus-Orden  (1. Klasse)
- Italienischer Ritterorden der hl. Mauritius und Lazarus
- Persischer Sonnen- und Löwenorden (2. Klasse)
- Stern des Edlen Hauses von Buchara  (1. Klasse mit Diamanten)